# Mikkel Fønsskov
Mikkel Fønsskov (født 20. februar 1984) er en dansk journalist, TV-vært og forlagsredaktør. Han er forhenværende vært på Aftenshowet på DR1.

## Uddannelse
Mikkel er opvokset i Skaarup nær Svendborg og er uddannet journalist fra Syddansk Universitet. Han har også en master i europæiske studier på universitetet LUISS i Rom.
Fønsskov har boet i Berlin og det undrer stadig Fønsskov at danskerne ikke er mere bevidste om Tysklands rolle. Han sagde engang: »Vi glemmer, at Danmark i den grad står på skuldrene af Tyskland, især kulturelt. Når det regner på præsten, drypper det på degnen, og i mange år var Danmark degnen, der nød godt af udviklingen i Tyskland. Vi er influeret af Tyskland på godt og på ondt. Jeg forstår godt, at politikken i det 20. århundrede ødelagde det venskabelige sammenhold mellem Danmark og Tyskland, men det virker som en unaturlig efterkrampe, at vi stadig ignorerer de knap 100 millioner mennesker syd for grænsen, som har så stor betydning for os.« Han rejser hvert år til Tyskland 8-9 gange.

## Karriere
Han startede sin TV-karriere som journalist på TV2 Nord. I 2012 skiftede han til DR. Siden 2020 har han arbejdet som redaktør på Gyldendal.